# Fly Records
Fly Records je britské hudební vydavatelství, které v roce 1970 založil David Platz. Společnost se specializuje na pop a rock. Mezi umělce, kteří pod tímto vydavatelstvím vydávali svá alba patří The Move, Mickey Finn a další.